# Stanisław Doktorowicz-Hrebnicki
Stanisław Doktorowicz-Hrebnicki herbu Ostoja (ur. 9 listopada 1888 w Petersburgu, zm. 27 grudnia 1974 w Warszawie) – polski geolog oraz inżynier górniczy, specjalista geologii złóż węgli oraz stratygrafii karbonu. Syn Adama Hrebnickiego-Doktorowicza. Dziadek Andrzeja Rejmana.

## Wykształcenie
W 1906 ukończył gimnazjum realne i rozpoczął studia w Instytucie Górniczym w Petersburgu, na Podwydziale Geologiczno-Poszukiwawczym Wydziału Górniczego. Podczas studiów zapoznał się ze złożami rud żelaza, manganu, miedzi, chromu, złota i platyny na środkowym Uralu. Brał też udział w ekspedycji profesora Karola Bohdanowicza, badającej tereny roponośne północno-zachodniego Kaukazu (rejon kubański). Studia ukończył w 1912 dwoma pracami dyplomowymi wykonanymi pod kierunkiem prof. Bohdanowicza: z zakresu górnictwa Projekt poszukiwań geologiczno-górniczych na terenie jednej z kopalni węgla kamiennego w Zagłębiu Donieckim oraz z zakresu geologii: Opis skał ze złoża rud kobaltu w Daszkiesanie w kraju Zakaukaskim. Uzyskał tytuł inżyniera górniczego.

## Praca w Rosji
Po ukończeniu studiów, przez 10 lat pracował w Komitecie Geologicznym w Petersburgu, najpierw jako asystent etatowy, a później jako adiunkt. W latach 1912–1913 zbierał i opracowywał faunę kredową z czarnomorskiego wybrzeża Kaukazu. Następnie do 1914 wykonywał mapy geologiczne południowo-zachodniej części Okręgu Zabajkalskiego w skali 1:420 000. Badał również, częściowo wspólnie z Aleksandrem Meisterem, obszar pomiędzy Mysowskiem na południowym brzegu Bajkału a Sieleginskiem w górach Chamar-Daban.
Podczas następnych lat poszukiwał różnych surowców mineralnych, m.in. złóż fluorytu w Dułdurdze, we wschodniej części Zabajkala oraz złóż rud wolframu w Okręgu Niemczyńskim (góra Bukuka), w górach Kukulbej koło Borzji, a także pod Charanorem na pograniczu Syberii, Mongolii i Mandżurii. Interesował się także złożami kryształu górskiego, akwamarynu i topazu w górach Adun-Cziłon, złożami rud cyny oraz rud molibdenu w środkowej części Zabajkala. W latach 1918–1920 kontynuował kartowanie geologiczne południowo-zachodnich terenów Zabajkala. Ostatnie jego prace w Komitecie Geologicznym dotyczyły złóż rud żelaza koło Brackiego Ostroga nad rzeką Angarą. Do lipca 1922 pełnił funkcję sekretarza naukowego Sekcji Syberyjskiej Komitetu Geologicznego.

## Praca w Polsce
W 1922 przyjechał do Polski i rozpoczął pracę w Państwowym Instytucie Geologicznym jako etatowy geolog na Wydziale Węgli. Po pierwszej wojnie światowej Polska otrzymała ponad dwie trzecie Górnośląskiego Zagłębia Węglowego. S. Doktorowicz-Hrebnicki do 1939 wykonywał m.in. szczegółowe zdjęcie geologiczne północnej i wschodniej części Zagłębia Górnośląskiego. W pierwszym okresie objęły one prawie cały obszar dąbrowski, to jest arkusze Grodziec, Ząbkowice i Dąbrowa Górnicza. Pierwszy z nich opublikowany został w 1934, dwa pozostałe w 1947.
Poza tym, w latach 1931–1932 brał udział w poszukiwaniu złóż węgli brunatnych w rejonie Rogowa, Kokoszki i Żyrardowa. W latach 1932–1935 i w 1937 badał petrografię i chemizm węgla kamiennego, a w latach 1935-1936 opracowywał złoża glinek ogniotrwałych w północnej części GZW oraz określał zasoby rud Zn-Pb w okolicach Olkusza. W tym też czasie objął kierownictwo nowej Stacji Terenowej PIG w Dąbrowie Górniczej, przeniesionej potem do Czeladzi, która dała początek Oddziałowi Górnośląskiemu PIG w Sosnowcu.
Podczas okupacji niemieckiej prowadził m.in. badania złóż rud żelaza pasma tychowskiego w rejonie Starachowic (1940), a w latach 1943–1944 wykonywał zdjęcie geologiczne na zachód od Krakowa, w rejonie Dębnika i Zabierzowa, aż do Wisły.
Po wojnie, w marcu 1945 zajął się reorganizacją Wydziału Węgli PIG. Utworzył Stacje Terenowe PIG w Czeladzi dla Zagłębia Górnośląskiego i w Szczawnie Zdroju dla Zagłębia Dolnośląskiego. Po kilku latach kierowany przez niego Wydział Węgli Instytutu składał się z trzech działów: węgla kamiennego, węgla brunatnego i torfu, z dwóch pracowni paleobotanicznych: karbońskiej w Krakowie i trzeciorzędowej w Warszawie oraz z punktu badawczego w Chwałowicach pod Rybnikiem.
W latach 1946–1947 wspólnie z prof. Tadeuszem Bocheńskim opracował i wprowadził nową nomenklaturę pokładów węgla w Zagłębiu Górnośląskim. Była to praca podstawowa dla dalszych badań karbonu i dla eksploatacji górnośląskich złóż węgla kamiennego. W latach 1951–1952 opracował arkusze Wałbrzych, Opole i Kraków Przeglądowej Mapy Geologicznej Polski w skali 1:300 000. Sporządził również pierwszy bilans zasobów węgla kamiennego obydwu Zagłębi oraz węgla brunatnego Polski.
Od 1954 rozpoczął realizację syntetycznego opracowania kartograficznego GZW. W pierwszej kolejności została opracowana i wydana Mapa geologiczna Górnośląskiego Zagłębia Węglowego w skali 1:50 000 bez utworów czwartorzędowych (1955), a następnie Mapa strukturalna tego obszaru (1957). Uogólnieniem tych map stała się Mapa geologiczna Górnośląskiego Zagłębia Węglowego w skali 1:100 000.
W 1954 uzyskał tytuł profesora zwyczajnego oraz został członkiem korespondentem Polskiej Akademii Nauk. Opublikował blisko 70 prac naukowych. Jego cennym dorobkiem są liczne opracowania archiwalne i rękopiśmienne mapy. Należał do Polskiego Towarzystwa Geograficznego. Pochowany na cmentarzu Powązkowskim w Warszawie (kwatera S-2-22).

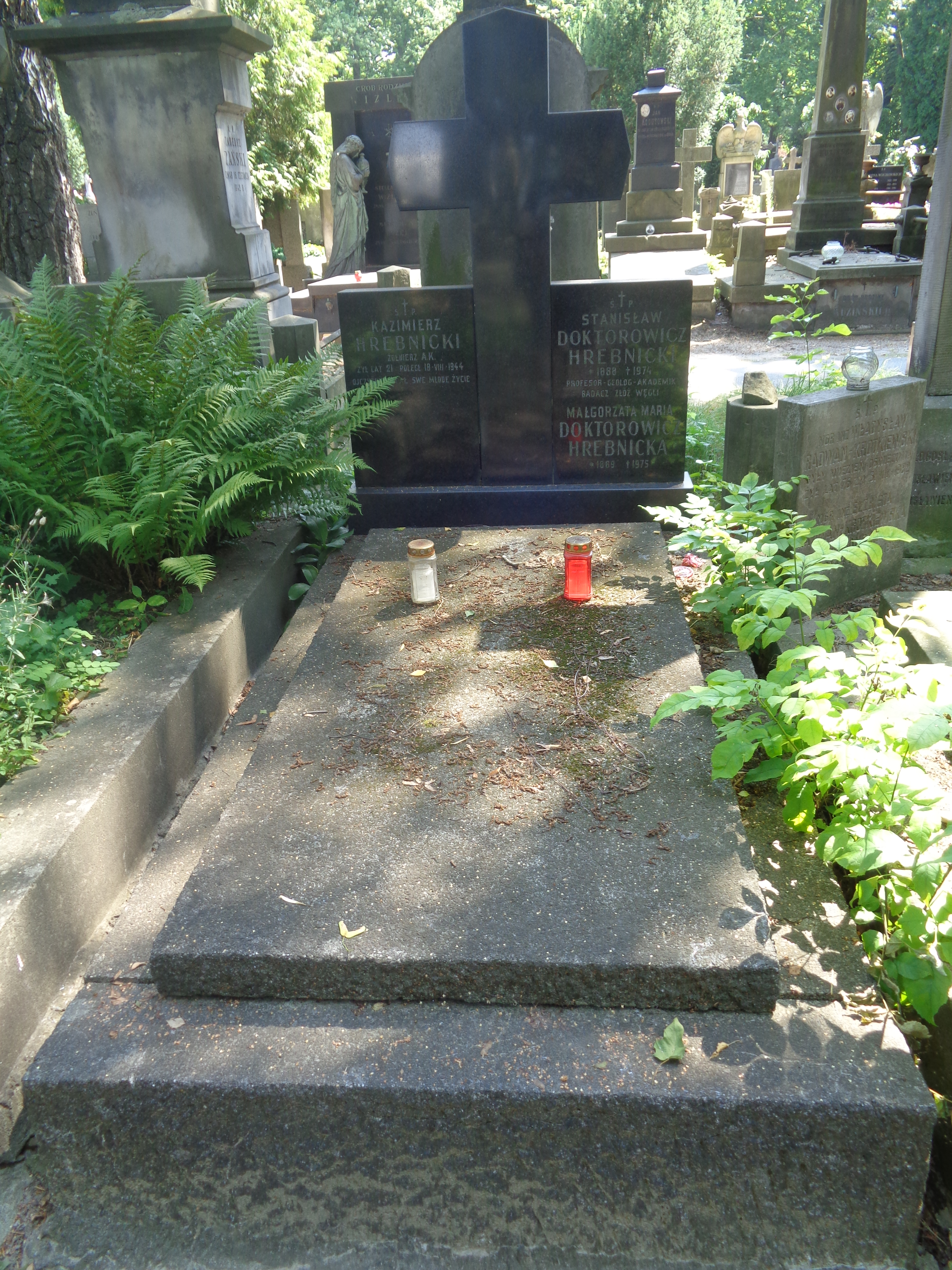
Grób Stanisława Doktorowicza-Hrebnickiego na cmentarzu Powązkowskim

## Odznaczenia
Został odznaczony Złotym Krzyżem Zasługi (1950), Krzyżem Oficerskim Orderu Odrodzenia Polski (1952), Medalem 10-lecia PRL (1955), Orderem Sztandaru Pracy I klasy (1957) oraz Odznaką Tysiąclecia Państwa Polskiego(1966). Z okazji 40-lecia pracy w Instytucie Geologicznym (16.XI.1962) wybito srebrny medal na jego cześć. Był laureatem indywidualnej Nagrody Państwowej I stopnia (1964).